# Duane Chapman

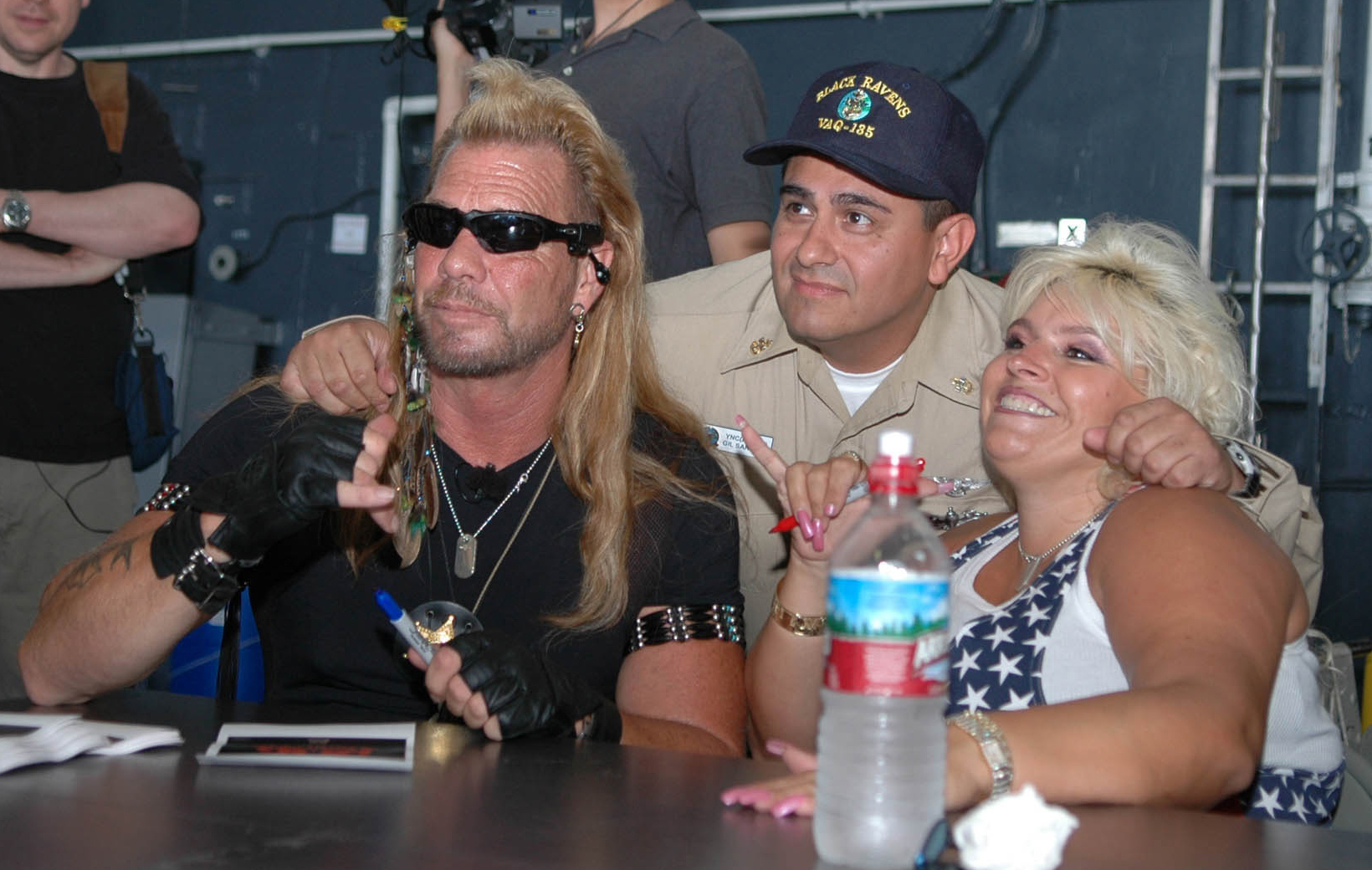
Dog Chapman (mit Sonnenbrille) und seine spätere Frau Beth im Mai 2005 auf der Nimitz

Duane „Dog“ Lee Chapman (* 2. Februar 1953 in Denver, Colorado) ist ein US-amerikanischer Kopfgeldjäger. In seiner 27-jährigen Karriere fing er nach eigenen Angaben 7000 Flüchtige ein und wäre somit der erfolgreichste Kopfgeldjäger Amerikas.

## Biografie
Chapman wurde als erstes von vier Kindern eines Industrieschweißers und einer Missionarin der „Assemblies of God“ indianischer Abstammung in Denver geboren, wo er auch aufwuchs. Er schloss sich der Motorrad-Gang Devils Diciples an. Als ein anderes Gang-Mitglied einen Drogendealer erschossen hatte, wurde Chapman wegen Mittäterschaft verurteilt. Insgesamt soll er etwa 18-mal inhaftiert worden sein.
Im Jahr 1977 wurde er zu einer fünfjährigen Haftstrafe verurteilt, von der er zwei Jahre bis zu seiner Entlassung auf Bewährung absaß. Vor der Verurteilung hatte er LaFonda S. Honeycutt geheiratet, mit der er zwei gemeinsame Kinder hat. Während seiner Haftstrafe ließ sich das Paar scheiden. Um den Unterhalt bezahlen zu können, begann er seine Karriere als Kopfgeldjäger.
Er lebt mit seiner sechsten Ehefrau Francie in Florida. Chapman ist Vater von 13 eigenen Kindern und den Adoptivkindern Cecily Barmore-Chapman und Dominic Davis, den beiden Kindern seiner fünften Frau Beth. Zwei seiner Kinder sind bereits verstorben. Er bezeichnet sich als sehr gläubigen Christen. Am 2. September 2021 heiratete er Francie Chapman (geb. Frane) als sechste Ehefrau.

## Chapman in den Medien
Als Chapman im Jahr 2003 unter Verletzung der dortigen Gesetze im benachbarten Mexiko den gesuchten Andrew Luster festnahm und danach von der mexikanischen Polizei selbst inhaftiert wurde, berichteten auch deutsche Medien über ihn. Einem größeren Publikum wurde er durch die Serie Dog – Der Kopfgeldjäger bekannt, die auf dem Privatsender RTL II ausgestrahlt wird. Außerdem ist dieselbe Serie auf dem Privatsender Sky auf Discovery Channel zu sehen.
In den US-Serien South Park (Folge 10x10) und Die Simpsons (Folge 20x01) wird Chapman parodiert. Im Januar 2013 hatte er einen Cameo in der RTL-II-Doku-Soap Privatdetektive im Einsatz in der Folge Las Vegas. Außerdem hatte er vereinzelte Cameos in der US-Krimi-Serie Hawaii Five-0.
In dem Heute-Show-Beitrag Ralf Kabelka bei Donald Trumps Vereidigungsfeier vom 27. Januar 2017 wird Duane Chapman gegen Ende des Beitrags auf einer VIP-Party von Ralf Kabelka nach seinem Namen gefragt. Nach der Ansprache, er sei sehr berühmt in Amerika, dreht sich Duane Chapman um und geht weg.
Von März bis April 2022 nahm Chapman als Armadillo an der siebten Staffel der US-amerikanischen Version von The Masked Singer teil, bei der er den neunten von 15 Plätzen erreichte.

## Sonstiges
- Weil Chapman in den USA als vorbestrafter Schwerverbrecher (convicted felon) keine Schusswaffe besitzen darf, benutzt er immer Tränengas oder Pfefferspray.
- Duane Chapmans Tochter Barbara wurde am 19. Mai 2006 im Alter von 23 Jahren bei einem Autounfall getötet.
- Im Fernsehfilm A Date with Darkness: The Trial and Capture of Andrew Luster über den Fall Andrew Luster wird Dog von Schauspieler und Stuntman James Ralph dargestellt.
- In der zehnten Folge der zehnten Staffel der Fernsehserie South Park (Schuljungen-Report) bekommt Eric Cartman den Job der Schulgang-Aufsicht. Dazu verkleidet er sich als Dog und nimmt ein Musikvideo mit seinem eigenen Text des Original-Titelsongs von Ozzy Osbourne auf.